# 935 v.Chr.
Het jaar 935 v.Chr. is een jaartal volgens de christelijke jaartelling.

## Gebeurtenissen

### Assyrië
- Koning Assur-dan II (935 - 911 v.Chr.) regeert over het Assyrische Rijk.

## Overleden
- Hiram van Tyrus
- Tiglat-Pileser II, koning van Assyrië
- Zhou gong wang, Chinese koning van de Zhou-dynastie